# NetLander
Per il tardo 2007 (o 2009) il Centre national d'études spatiales e l'Agenzia spaziale europea avevano programmato di mandare su Marte un satellite per il telerilevamento e quattro piccoli netlander. I netlander avrebbero dovuto atterrare in quattro differenti siti sulla superficie del pianeta rosso.
La missione dei netlander consisteva nel raccogliere immagini del sito di atterraggio ed esplorare la superficie interna e l'atmosfera di Marte. La missione del satellite era di raccogliere immagini dall'orbita, esplorare l'atmosfera del pianeta e di fare da ripetitore per consentire ai netlander di comunicare con la Terra.
Il CNES e l'ESA hanno annullato la missione in quanto giudicata troppo costosa; entrambe le agenzie hanno programmato di mandare altri satelliti e lander per missioni come ExoMars.
La missione multilander MetNet è basata sul lascito della missione NetLander. MetNet era stata programmata per essere lanciata nel periodo 2009-2019, tuttavia il progetto venne abbandonato.